# Roberto Challe
Roberto Challe (Lima, 24 novembre 1946 – Lima, 10 settembre 2024) è stato un allenatore di calcio e calciatore peruviano, di ruolo centrocampista.

## Carriera
Soprannominato El Niño Terrible ("il ragazzo terribile"), era un calciatore talentuoso, dotato di una visione di gioco notevole ed un'estrema precisione nei passaggi.
È stato uno dei calciatori più rappresentativi del club Universitario de Deportes.

### Nazionale
Con la Nazionale peruviana prese parte al Campionato del mondo 1970, torneo in cui Challe segnò 1 gol.

## Palmarès

### Club
- Campionato peruviano: 5

Universitario: 1966, 1967, 1969, 1971
Defensor Lima: 1973

### Altri piazzamenti
- Coppa Libertadores: finalista

Universitario: 1972